# Gazirana voda
Gazirana voda jest voda kojoj se dodaje ugljični dioksid. Osnovni je sastojak brojnih napitaka.

## Gazirana mineralna voda
Većina gazirane vode u Hrvatskoj sastoji se od gazirane mineralne vode. Velik dio poznatih brandova nudi gaziranu vodu u dvije ili tri verzije: prirodnu i gaziranu.